# Факультет інформаційних і прикладних технологій
Факультет інформаційних і прикладних технологій ДонНУ імені Василя Стуса (ФІПТ ДонНУ) — один з факультетів Донецького національного університету імені Василя Стуса. Раніше мав назву Факультету математики та інформаційних технологій.
Факультет інформаційних і прикладних технологій ДонНУ імені Василя Стуса об’єднав спеціальності, метою яких є підготовка фахівців комп’ютерно орієнтованого середовища, готових до роботи з інформацією. Посилення міждисциплінарної компоненти та практичного складника освітніх програм передбачає застосування набутих студентами знань для збору, структуризації, оформлення, аналізу, обробки, редагування інформації, її зберігання та поширення, а також представлення об’єкта у цифровій формі. Новітні технології у навчанні ефективно переплітаються з давніми традиціями, започаткованими першими кафедрами математичного факультету – бази сучасного ФІПТ

## Історія[1]
Факультет інформаційних і прикладних технологій - один з найстаріших факультетів ДонНУ. 
У 1941 р. у Сталінському державному педагогічному інституті, як тоді називався ДонНУ імені Василя Стуса, був створений фізико-математичний факультет. Його першим деканом став Я.С. Мірошниченко. Діяльність факультету була перервана війною і почала відновлюватись вже після звільнення регіону від німецької окупації. Наступними деканами стали О.І. Бородін, С.Ф. Овчаренко.
У 1965 р. фізико-математичний факультет було поділено на два самостійні: математичний і фізичний. Першим деканом вже безпосередньо математичного факультету став О.І. Бородін. Після нього цю посаду обіймали В.П. Шевченко, Ю.В. Мисовський, П.М. Величко.
Спочатку на факультеті була одна кафедра математики, яка мала п’ять навчально-методичних кабінетів. У рік заснування університету (1965) математичний факультет створювався у тісному зв’язку з Інститутом прикладної математики та механіки Академії Наук УРСР.
В 1966 р. були створені нові кафедри: математичного аналізу та теорії функцій; кафедра диференціальних рівнянь і математичної фізики, кафедра алгебри та теорії ймовірностей.
Кафедра теорії пружності та обчислювальної математики була створена членом-кореспондентом АН УРСР, професором О.С. Космодаміанським. Його наукова школа відома далеко за межами України, адже вона розробляє широке коло фундаментальних проблем. Кафедру прикладної математики та теорії систем управління заснував академік АН УРСР, професор П.В. Харламов.
Кафедра теоретичної і прикладної механіки створена пізніше — фактично в 1968 р., а офіційно — в 1969 р.
В 1969 р. було засновано раду із захисту кандидатських дисертацій.
З плином часу на факультеті шліфувався навчальний процес, підвищувалась якість навчальних програм, велась велика робота по написанню та виданню методичних і навчальних посібників, наукових монографій. Вводились нові спеціалізації, особливо пов’язані з комп’ютерною технікою, покращувалась матеріальна база лабораторій. На факультеті склався сильний колектив науковців, багатьох з яких запрошують на міжнародні конференції, для читання лекцій.
Комісія Міністерства освіти України, що в 1994 р. перевіряла роботу університету у зв’язку з акредитацією, визнала факультет одним із провідних в Україні, якому в тяжкий час перебудови вдалось зберегти свої провідні кадри і продовжити пошуки нового, прогресивного і перспективного як у навчальному, так і в науковому процесі.
Факультет математики та інформаційних технологій ДонНУ імені Василя Стуса є одним з провідних освітніх центрів України в галузі фундаментальної і прикладної математики, інформаційних комп’ютерних технологій, прикладної статистики, актуарної та фінансової математики, методики профільного навчання математики та інформатики.
Факультет інформаційних і прикладних технологій створений наказом ректора ДонНУ імені Василя Стуса від 28.08.2019 №294/05.
У 2019 році до структури факультету увійшли кафедра політології та державного управління та кафедра журналістики. Факультет перейменовано у факультет інформаційних і прикладних технологій.

## Керівництво факультету
- Декан: Баєв Артем Вікторович
- Заступник декана з наукової роботи: Прямухіна Наталія Валентинівна
- Заступник декана з навчальної роботи: Римар Павло Володимирович
- Заступник декана з виховної та соціальної роботи: Василенко Валерія Юріївна

## Структура факультету
- Кафедра журналістики та соціальних комунікацій [Архівовано 17 червня 2021 у Wayback Machine.]
- Кафедра інформаційних систем управління [Архівовано 1 квітня 2022 у Wayback Machine.]
- Кафедра інформаційних технологій [Архівовано 14 червня 2021 у Wayback Machine.]
- Кафедра політології та державного управління [Архівовано 14 червня 2021 у Wayback Machine.]
- Кафедра прикладної математики [Архівовано 14 червня 2021 у Wayback Machine.]
- Кафедра радіофізики та кібербезпеки [Архівовано 14 червня 2021 у Wayback Machine.]

## Додатково
Кожен рік (з 1971), в останні вихідні березня, на факультеті святкується День матфаку (ДМФ). Це свято дуже популярне серед студентів, викладачів та випускників. Відзначається два дні — ДМФ починається в суботу з привітання декана, закінчується в неділю Лебединою піснею випускників.
За довгі роки ДМФ придбав безліч традицій, у святі беруть участь не тільки студенти, але й викладачі, кожен рік приїжджають гості та колеги з різних областей України.